# Bedfordia linearis
Bedfordia linearis, es un arbusto o pequeño árbol originario de Tasmania.  

## Descripción
Bedfordia linearis es un arbusto o pequeño árbol que sólo se encuentra en Tasmania. Alcanza un tamaño de 150-300cm de altura con flores de color amarillo oro, una o dos en cada axila de las hojas cerca de los extremos de las ramas. El fruto es un aquenio.

## Taxonomía
Bedfordia linearis fue descrita por (Labill.) DC. y publicado en Prodromus 6 1838.
Etimología
Bedfordia: nombre genérico otorgado en honor de John Russell, duque de Bedford.
linearis: epíteto latíno que significa "lineal".
Sinonimia
- Bedfordia linearis subsp. linearis
- Cacalia linearis Labill.
- Culcitium lineare (Labill.) Spreng.
- Senecio billardierei F.Muell.[5]